# Fletcherana
Fletcherana is een geslacht van vlinders van de familie spanners (Geometridae), uit de onderfamilie Larentiinae.

## Soorten
- F. giffardi Swezey, 1913
- F. insularis Butler, 1879
- F. leucoxyla Meyrick, 1899
- F. roseata Swezey, 1913